# Micropeza nigricornis
Micropeza nigricornis är en tvåvingeart som beskrevs av Wulp 1897. Micropeza nigricornis ingår i släktet Micropeza och familjen skridflugor. Inga underarter finns listade i Catalogue of Life.